# Cosima von Bonin
Cosima von Bonin, née en 1962, est une artiste contemporaine allemande.
Cosima von Bonin utilise pour sa pratique artistique la sculpture, le textile, le son, les films et les performances. Elle tire son inspiration du milieu culturel, artistique, intellectuel et musical de Cologne, en Allemagne où elle vit et travaille.

## Biographie

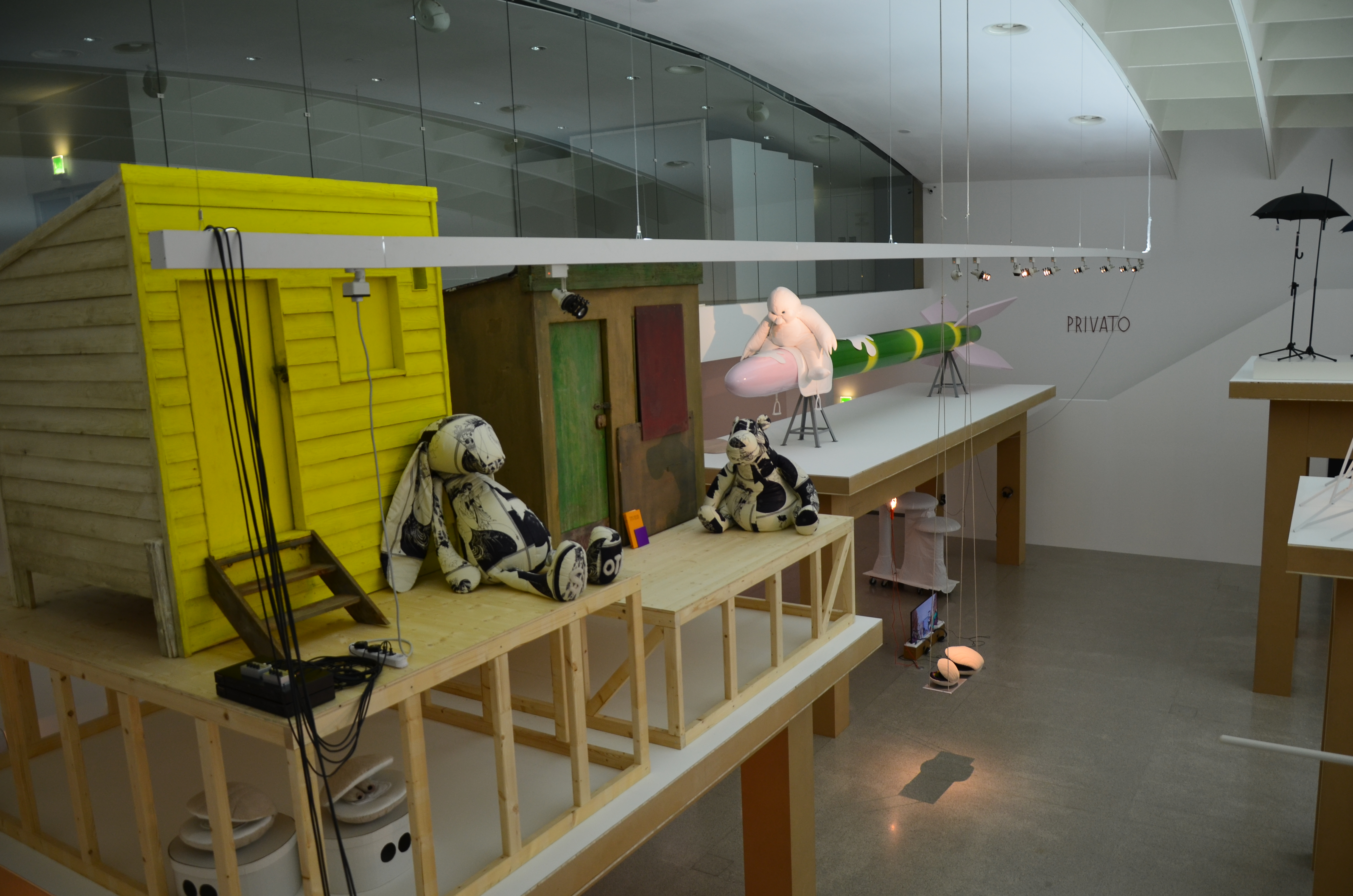
Exposition dans le Mumok de Vienne.

### Enfance
Cosima von Bonin est née à Mombasa au Kenya et grandit en Autriche. Elle sort diplômée Hochschule für bildende Künste Hamburg. Sa première œuvre mémorable en tant qu'étudiante, effectuée en collaboration avec Josef Strau, est une exposition d'elle même dans un dispositif de fenêtre dans une showroom de Hamburg en 1990,,

### Carrière
Un des thèmes privilégiés de l'œuvre de Cosima von Bonin est la relation entre le monde de l'art et la mode, la musique et l'architecture,,. Elle se focalise souvent sur des productions artistiques qui comprennent souvent des collaborations avec d'autres artistes, durant des fêtes ou des DJ sets, des expositions de performances musicales et audios. Les expositions sont de nature éphémère et censées rejeter l'idée du génie individuel classique.

## Architecture

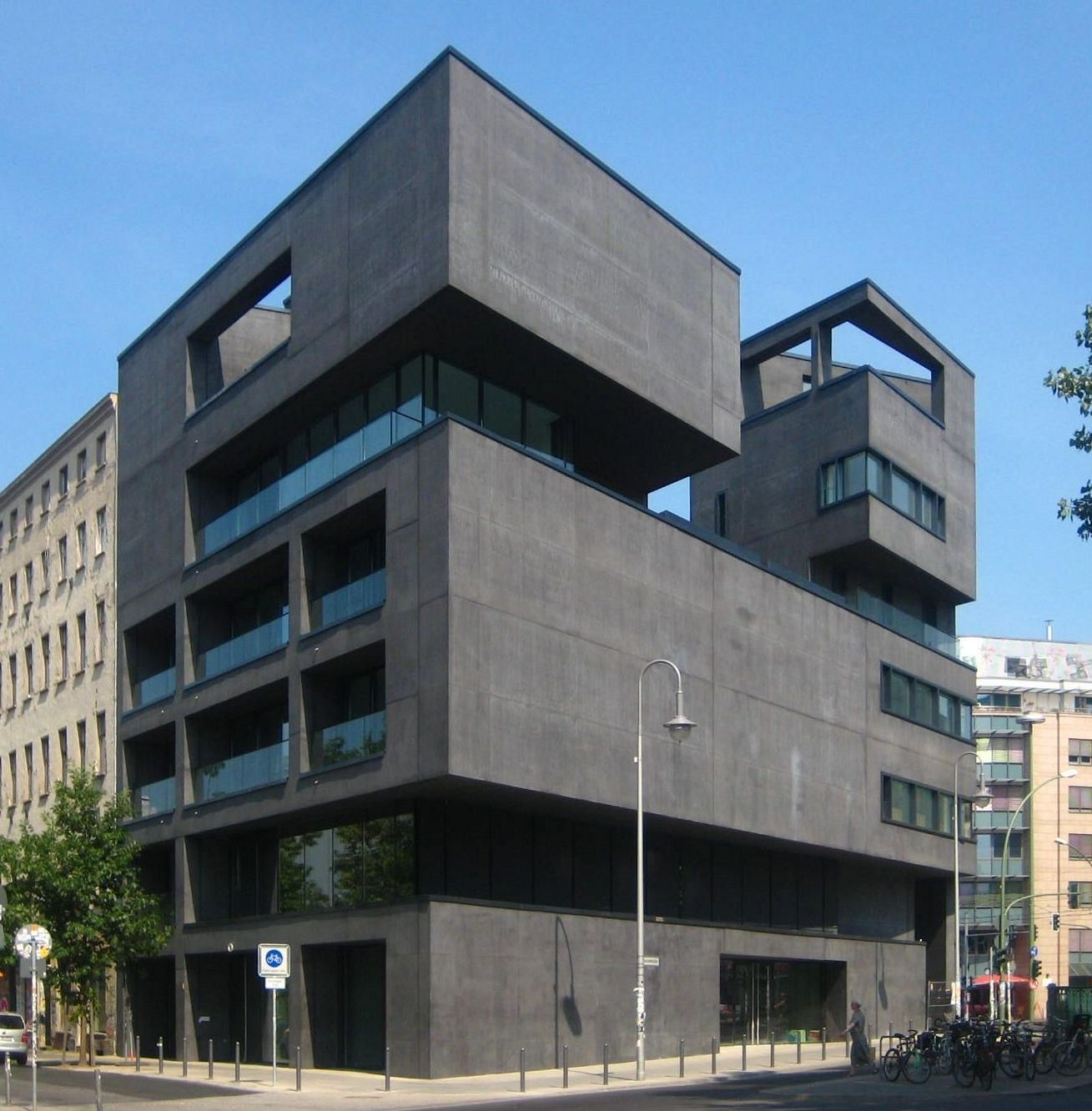
Maison d'habitation et d'affaires « L40 » à Berlin-Mitte, Linienstrasse 40.

- Maison d'habitation et d'affaires L40 à Berlin (de)

## Expositions
- 2008 : Los Angeles, Cosima von Bonin: Roger and Out, Musée d'art contemporain de Los Angeles[8]
- 2010 : Bregenz,The Fatigue Empire, Kunsthaus Bregenz[9]
- 2011 : Saint-Louis (Missouri) Cosima von Bonin, Mildred Lane Kemper Art Museum (en)[10]
- 2011 : Genève, Cycle L'Éternel Détour, séquence été 2011, Cosima von Bonin, Cosima von Bonin’s Zermatt ! Zermatt ! Z...ermattet ! For Mamco's Sloth Section, Loop # 03 of the Lazy Susan Series, a Rotating Exhibition 2010-2011 Four, One, Two, Three, MAMCO[11]
- 2014-2015 : Vienne, Hippies use side door, mumok (2014-2015)[12]
- 2023 : Lisbonne, Boy at Work, Lumiar Cité

## Collections publiques
- 2007 : Kassel, documenta 12[1]
- 1997 : Home Sweet Home, Deichtorhallen[1]
- 1996 : Cologne, Glockengeschrei nach Deutz - das Beste aller Seiten
- 1995 : First Graz Fan Fest